# Дженкс (Оклахома)
Дженкс (англ. Jenks ) — город в округе Талса, штат Оклахома, США, пригород Талсы в северо-восточной части штата. Расположен между рекой Арканзас и шоссе 75 США. Дженкс — один из самых быстрорастущих городов Оклахомы. Население города составляло 16 924 человека по переписи 2010 года, но к 2020 году оно выросло до 25 949 человек. По оценкам переписи 2023 года население Дженкса составляло 27 553 человека.

## Население
| 2010   | 2013    | 2020    |
| ------ | ------- | ------- |
| 16 924 | ↗18 670 | ↗25 949 |